# Грант, Оливия
Оливия Грант (англ. Olivia Grant, род. 20 сентября 1983, Лондон) — английская актриса. Дебютом в кино стала роль в фильме «Звездная пыль» 2007 года, в котором она сыграла за несколько недель до окончания Оксфордского университета. Наиболее известна по роли леди Аделаиды Мидвинтер в телесериале BBC: «Чуть свет — в Кэндлфорд».

## Ранняя жизнь и образование
Оливия Грант родилась на юго-западе Лондона в семье дизайнера костюмов Ирен Уилтон и окружного судьи Кеннета Гранта, брала уроки классического балета.
В возрасте десяти лет она получила место в Королевской балетной школе и выступала с Королевским балетом в Королевском театре Ковент-Гарден и с Королевским балетом Бирмингема в Сэдлерс Уэллс.
Грант получила место в школе для девочек Святого Павла в Хаммерсмите, где она совмещала учебу с дополнительными курсами актёрского мастерства. Также она училась Гилдхоллской школе музыки и драмы.

## Карьера
Изучала английскую литературу в Брасенос-колледж Оксфордского университета, продолжая выступать на сцене. Исполнила роль Изабеллы в пьесе Уильяма Шекспира «Мера за меру», Анны в пьесе Патрика Марбера «Близость» и Наташи в пьесе Антона Чехова «Три сестры» в Оксфордском театре . На последнем курсе Оксфорда она получила приглашение от Тельмы Холт, продюсера Королевской шекспировской труппы и Фонда Камерона Макинтоша, на прослушивание в студию Old Vic. Ее монолог Нины из фильма по сценарию Энтони Мингеллы «Искренне, безумно, сильно» был настолько впечатляющим, что через несколько недель она получила роль в «Звездной пыли» вместе с Мишель Пфайффер, Клэр Дейнс и Робертом Де Ниро.

## Личная жизнь
Грант живет в Челси и ведет еженедельный блог для журнала InStyle.

## Фильмография
| Год  | Заголовок                    | Роль                    | Примечания           |
| ---- | ---------------------------- | ----------------------- | -------------------- |
| 1986 | Мазки                        | Сьюзи                   | Сериал (1 серия)     |
| 2007 | Звездная пыль                | дочь трактирщика        |                      |
| 2007 | Fishtales                    | Анжела                  | Художественный фильм |
| 2008 | Чуть свет — в Кэндлфорд      | леди Аделаида Мидвинтер | Сериал (10 серий)    |
| 2009 | Личные дела                  | Грейс Дарлинг           | Сериал               |
| 2010 | Мистер Ганджубас             | Алиса                   |                      |
| 2010 | Фрэнки Тирдроп               | Диана                   | Короткометражный     |
| 2011 | Закон Гарроу                 | Леди Генриетта Армистед | Сериал               |
| 2011 | Женщины в любви              | Леди Гермиона Родис     | Сериал               |
| 2012 | Ответный удар                | Ава Нокс                | Сериал               |
| 2013 | Индевор                      | Хелен Картрайт          | Сериал               |
| 2013 | Гозо                         | Кристи                  |                      |
| 2013 | Наследие                     | Ева Пим                 | Телевизионный фильм  |
| 2013 | Дьявол спустился в Ислингтон | Дайан Абло              |                      |
| 2014 | Копенгаген                   | Дженнифер               |                      |
| 2014 | Собака Падси: Фильм          | Ведущая леди            |                      |
| 2015 | Индийское лето               | Мадлен Мазерс           | Сериал               |
| 2016 | Крах                         | Кэтрин Дженнингс        |                      |
| 2016 | Бытие                        | канун                   |                      |
| 2016 | Настоящая фантастика         | Клеа Тернер             |                      |
| 2017 | Все деньги мира              | Миллисент               |                      |
| 2017 | Хайди: королева гор          | Мисс Роттенмайер        |                      |
| 2019 | Последний Вермеер            | Кутье Хеннинг           |                      |
| 2021 | Нерегулярные части           | Патриция Колман Джонс   | Сериал               |